# Snowy (rivière de Nouvelle-Zélande)
La rivière Snowy (en anglais : Snowy River) est un cours d’eau de la région de la West Coast dans l’île du Sud de la Nouvelle-Zélande.

## Géographie
Elle s’écoule vers l’ouest à partir de sa source dans le parc forestier Victoria, et est une des rivières, dont le cours marque le limites de la plaine d’Ikamatua. La rivière Snowy atteint la rivière Little Grey à deux kilomètres au nord du centre de la ville de Ikamatua.

## Homonymie
Ne pas confondre avec la Eastern Waiotauru qui s'écoule en Australie.